# Lyces aurimutua
Lyces aurimutua là một loài bướm đêm thuộc họ Notodontidae. Nó là loài đặc hữu của the Atlantic coastal forest của Brasil.